# O.ME.CA.
La société O.ME.CA - Officine Meccaniche Calabresi S.p.A. est une entreprise italienne de construction ferroviaire créée en 1961. C'est aujourd'hui un des quatre plus importants sites industriels d'AnsaldoBreda.

## Histoire
La société a été fondée en 1961 par les groupes Finmeccanica appartenant à l'époque à la holding d'État IRI et Fiat Group, sous forme d'une Société Anonyme à égale participation.
La création de la société était justifiée par un afflux de commandes de voitures de chemin de fer et d'automotrices de la part des chemins de fer italiens FS. L'implantation de la société mixte est intervenue dans le cadre de la volonté du gouvernement italien d'industrialiser le sud du pays et des aides financières qui étaient allouées par la Caisse du Mezzogiorno.
À ses débuts, l'entreprise a surtout produit des matériels Fiat Ferroviaria comme les fameuses automotrices diesel FS ALn 668 et locomotives FS D.315
En 1968, l(IRI via Finmeccanica transféra sa participation à la nouvelle holding EFIM où devaient être regroupées toutes les activités ferroviaires publiques italiennes avec les sociétés du groupe Breda C.F..
À la fin des années 1980, avec le regroupement des filiales ferroviaires de Fiat Group au sein de Fiat Ferroviaria, Fiat céda sa participation à l'EFIM. Avec la dissolution de l'EFIM en 1992, la société fut intégrée dans le nouveau groupe ferroviaire public italien AnsaldoBreda.

## Les principales fabrications[1],[2]
- voitures de chemin de fer à plancher surbaissé "Farini", en 1966
- rames automotrices Fiat FS ALn 668, en 1976-79
- locomotives diesel-électriques Fiat FS D.345 et FS D.445,
- voitures voyageurs UIC-X, MDVC et MDVE,
- voitures non motorisées du Pendolino Fiat ETR 450
- voitures non motorisées de l'ETR 500,
- les rames du métro de Los Angeles[3],
- les rames des métros de Milan et Rome en 2008[4],
- en cours les rames L1 & L2 du métro de Milan en 2013/14[5]